# 尖山街道 (天津市)
尖山街道，是中华人民共和国天津市河西区下辖的一个乡镇级行政单位。

## 行政区划
尖山街道下辖以下地区：
郁江南里社区、曙光里社区、光明里社区、红山里社区、纯洁里社区、长达公寓社区、光华里社区、名都新园社区、瑞江花园社区、尚城社区、水晶城社区、优仕公寓社区和喜年广场社区。